# Sherrill (Iowa)
Sherrill és una població dels Estats Units a l'estat d'Iowa. Segons el cens del 2000 tenia 186 habitants.

## Demografia
Segons el cens del 2000, Sherrill tenia 186 habitants, 70 habitatges, i 52 famílies. La densitat de població era de 652,9 habitants/km².
Dels 70 habitatges en un 31,4% hi vivien nens de menys de 18 anys, en un 68,6% hi vivien parelles casades, en un 5,7% dones solteres, i en un 24,3% no eren unitats familiars. En el 20% dels habitatges hi vivien persones soles el 12,9% de les quals corresponia a persones de 65 anys o més que vivien soles. El nombre mitjà de persones vivint en cada habitatge era de 2,66 i el nombre mitjà de persones que vivien en cada família era de 3,13.
Per edats la població es repartia de la següent manera: un 27,4% tenia menys de 18 anys, un 4,8% entre 18 i 24, un 26,3% entre 25 i 44, un 22,6% de 45 a 60 i un 18,8% 65 anys o més.
L'edat mediana era de 40 anys. Per cada 100 dones de 18 o més anys hi havia 101,5 homes.
La renda mediana per habitatge era de 38.125 $ i la renda mediana per família de 44.688 $. Els homes tenien una renda mediana de 31.250 $ mentre que les dones 20.000 $. La renda per capita de la població era de 21.118 $. Cap de les famílies i el 3,3% de la població estaven per davall del llindar de pobresa.

## Poblacions més properes
El següent diagrama mostra les poblacions més properes.